# Weichering
Weichering er en kommune i Landkreis Neuburg-Schrobenhausen i Regierungsbezirk Oberbayern, i den tyske delstat Bayern.

## Geografi
Kommunen ligger i Planungsregion Ingolstadt ved Bundesstraße 16 mellem Neuburg an der Donau og Ingolstadt.
To kilometer nord for Weichering løber floden Donau, og sydbredden er skovklædt med moser. Også syd for Weichering ligger et skovområde, hvor Weicheringer See ligger. Gennem kommunen løber floden Sandrach, der afvander det mod syd liggende moseområde Donaumoos.

### Bydele
Ud over hovedbyen Weichering hører også den 3 km mod sydøst liggende landsby Lichtenau til kommunen.